# Desert Skies
Desert Skies je studiové album americké skupiny Beachwood Sparks. Vydáno bylo v listopadu roku 2013 společností Alive Records. Nahráno bylo ve studiu Space Shed v kalifornském městě Sierra Madre. Stalo se tak ještě před prvním vydaným albem kapely, Beachwood Sparks (2000) koncem devadesátých let. Následně bylo na řadu let odloženo. Některé z písní z alba Desert Skies vyšly jako singly či na následném eponymním albu.

## Seznam skladeb
1. Desert Skies – 4:43
2. Make It Together – 4:19
3. Time – 4:47
4. Watery Moonlight – 3:26
5. This Is What It Feels Like – 4:41
6. Sweet Julie Ann – 6:11
7. Canyon Ride – 5:18
8. Midsummer Daydream – 7:37
9. Charm – 4:26
10. Desert Skies – 4:26
11. Make It Together – 4:25
12. Time – 2:54

## Obsazení
- Brent Rademaker
- Chris Gunst
- Dave Scher
- Josh Schwartz
- Pete Kinne
- Tom Sanford